# Gagarinski
Gagarinski (en russe : Муниципальный округ Гагаринский) est un district municipal de la ville de Moscou, dépendant administrativement du district administratif sud-ouest.
Il abrite le siège de l'Université d'État de Moscou (MGU) et le parc Vorobiovy gory.

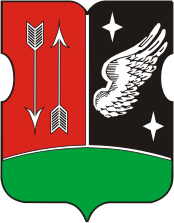
Armes du district
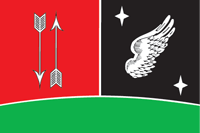
Drapeau du district

## Transport
Le district abrite trois stations du métro de Moscou: Leninski prospekt, Université et Vorobiovy gory (Mont des Moineaux), trois arrêts du tramway:14, 26 et 39 et la gare de train de banlieue Plochtchad Gagarina (Place Gagarine).

## Culte
Il existe trois églises du doyenné orthodoxe Andreïevski de l'éparchie de Moscou dans ce district: l'église Saint-André, l'église Saint-Jean-l'Évangéliste et la collégiale de la Résurrection.

## Espaces verts
Plusieurs espaces verts sont aménagés dans le district de Gagarine, dont le  parc du 40e anniversaire du Komsomol (ouvert en 1958 autour de l'université de Moscou), l'espace vert le long du quai Saint-André (Andreïevskaïa naberejnaïa) et le parc sportif multifonctionnel « Pionnier », de 0,9 hectare, ouvert en 2017.

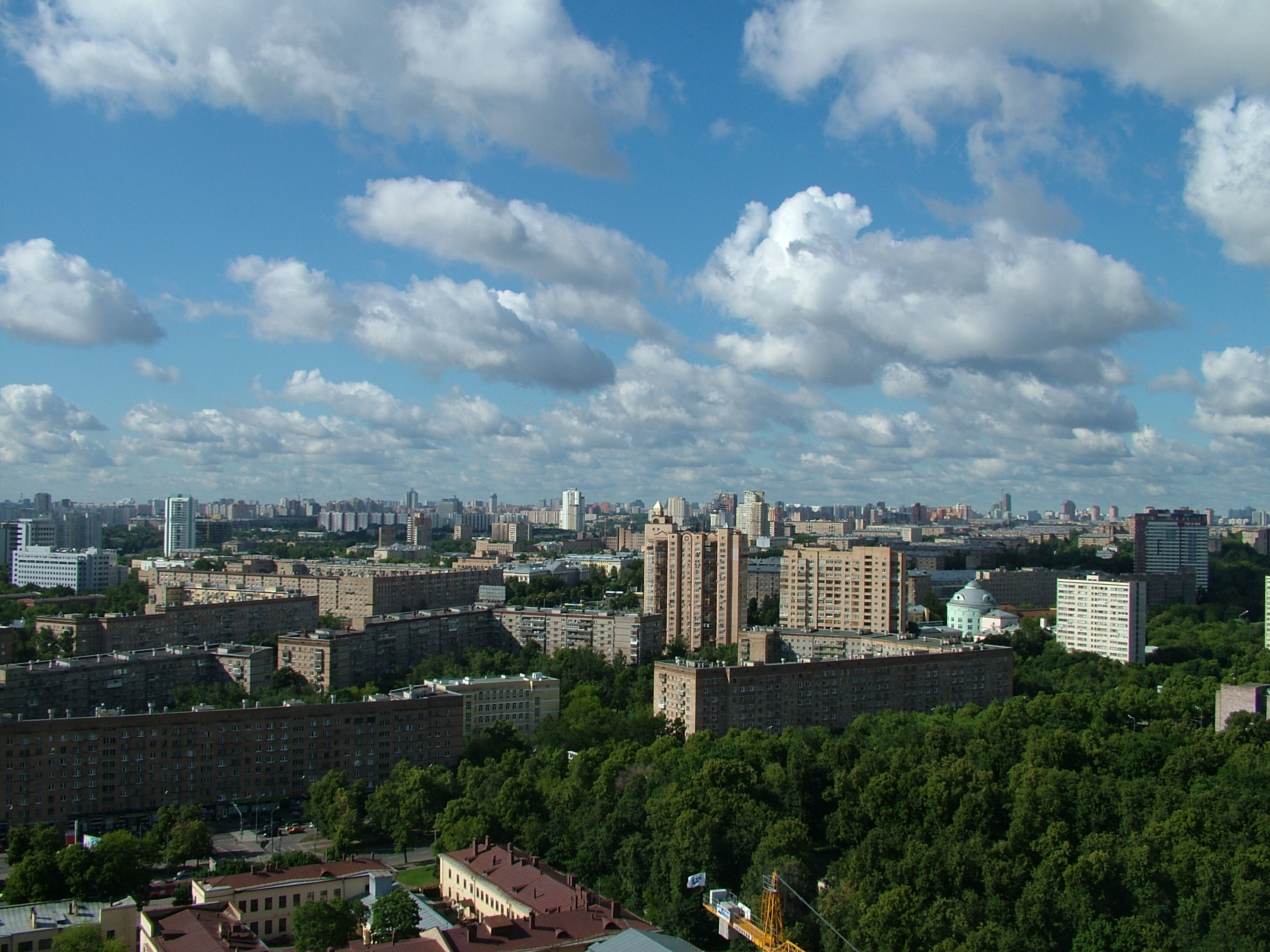
Vue d'ensemble du district de Gagarine.